# Trichomycterus steindachneri
Trichomycterus steindachneri es una especie de pez de la familia Trichomycteridae en el orden de los Siluriformes, endémica de la vertiente este de la Cordillera Oriental de los Andes, en Colombia. Fue hallada en una quebrada del municipio de Ubaque, a 2.700 m de altitud.

## Morfología
Alcanza una longitud total de hasta 11,2 cm. Presenta coloración de fondo marrón obscuro con una fina línea negruzca media lateral. Su fontanela craniana posterior es reducida. Tiene cuatro filas irregulares de dientes cónicos en el premaxilar y 13 a 14 odontódeos operculares, 41-43 odontódeos interoperculares; 6 a 7 radios branquiostégios, 40 o 41 vértebras libres y 14 a 18 costillas. El primer radio de la aleta pectoral está ligeiramente proyetado en un filamento corto; 7 a 8 radios ramificados en la aleta pectoral, origen de la aleta dorsal al mismo nivel de inserción de las aletas pélvicas, origen de la aleta anal posterior en la base de la aleta dorsal; el borde de la aleta caudal ligeramente redondeado.